# وونغ تشي تانغ
وونغ تشي تانغ هو لاعب كرة قدم وحكم كرة قدم ومدرب كرة قدم صيني، ولد في 1979.